# Oedipodium
Oedipodium é o único género incluído na família Oedipodiaceae, uma família de musgos monotípica que integra como única espécie Oedipodium griffithianum. Esta espécie tem distribuição natural nas regiões de clima mais frio dae Eurásia, América do Norte e América do Sul e nas ilhas do sul do Oceano Atlântico (ilhas Falkland).

## Descrição
A relação do género Oedipodium com os outros musgos tem sido muito debatida. Anteriormente, o taxón foi incluído nas ordens Funariales e Splachnales. Contudo, as características dos protonemas e a sua propagação assexual, em conjunto com as evidências moleculares, apontam para uma relação mais estreita com a família Tetraphidaceae.